# Passeport trinidadien

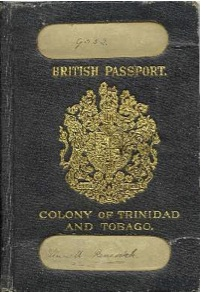
Couverture du passeport britannique quand Trinidad-et-Tobago était une colonie britannique.

Le passeport trinidadien est un document de voyage international délivré aux ressortissants trinidadiens, et qui peut aussi servir de preuve de la citoyenneté trinidadienne.